# ₓ
ₓ, appelé x en indice, x inférieur, est un symbole phonétique utilisé dans certaines transcriptiosn phonétiques. Il est composé d’un x minuscule ‹ x › mis en indice.

## Utilisation
L’x en indice est utilisé dans la transcription de l’indo-européen commun pour noter le timbre d’une laryngale incertaine.
L’x en indice est aussi utilisé dans la translittération de cunéiformes d’Ur III. Stephen J. Lieberman l’a notamment utilisé pour indiquer qu’un graphème est suivi de son étymologie entre parenthèse. Rykle Borger et Friedrich Ellermeier utilise l’x en indice pour les valeurs de Lieberman : –ₓ, –ₓ₊₁, ..., –ₓ₊₁₄.
Certains auteurs utilisent le x en indice avec l’alphabet phonétique international, ou un système de transcription basé sur celui-ci, pour représenter la vélarisation de la voyelle ou consonne qui le précède. Bernard Bloch et George L. Trager proposent le symbole pour la vélarisation en 1942 ; celui-ci est notamment utilisé par Trager et Henry Lee Smith Jr. dans An Outline of English structure publié en 1957, ou par Trager dans d’autres ouvrages. Par exemple [lₓ] représente la consonne spirante latérale alvéolaire vélarisée voisée [ɫ].

## Représentations informatiques
La lettre modificative x en indice peut être représenté avec les caractères Unicode suivants (Ponctuation générale) :
| formes       | représentations | chaînes de caractères | points de code | descriptions                     | note                            |
| ------------ | --------------- | --------------------- | -------------- | -------------------------------- | ------------------------------- |
| modificative | ₓ               | ₓ                     | U+2093         | indice lettre minuscule latine x | codé pour le symbole phonétique |

## Sources
- (en) Deborah Anderson et Michael Everson, Proposal to encode six Indo-Europeanist phonetic characters in the UCS (no N2788, L2/04-191), 7 juin 2002 (lire en ligne)
- (en) Bernard Bloch et George L. Trager, Outline of linguistic analysis, Baltimore, Linguistic Society of America, coll. « Special publications of the Linguistic Society of America », 1942 (lire en ligne)
- (de) Rykle Borger et Friedrich Ellermeier, Assyrisch-babylonische Zeichenliste, Kevelaer / Neukirchen-Vluyn, Butzon und Bercker / Neukirchener Verlag, 1986 (lire en ligne)
- (en) Markus Hilgert, Drehem administrative documents from the reign of Šulgi, Chicago, The Oriental Institute, coll. « Oriental Institute Publications », 1998 (ISBN 1-885923-07-4, UChicago.edu, Archive.org), chap. 115
- (en) Roman Jakobson, Selected writings, Mouton, 1962 (lire en ligne)
- (en) Stephen J. Lieberman, The Sumerian Loanwords In Old-Babylonian Akkadian, vol. 1 : Prolegomena and Evidence, Scholars Press, 1977 (ISBN 978-0-89130-122-6, DOI 10.1163/9789004385795 , lire en ligne)
- (en) Lisa Moore, « Indo-European laryngeals (A.16) », dans UTC #99 Minutes, 13 aout 2004 (lire en ligne)
- (en) George L. Trager, Language and Languages, Chandler Publishing Company, 1972 (lire en ligne)
- (en) George L. Trager et Henry Lee Smith Jr., Outline of English structure, American Council of Learned Societies, coll. « Studies in Linguistics: Occasional Papers » (no 2), 1957 (Archive.org, Language Log)